# Hodászi S. Miklós
Hodászi S. Miklós (Hodász, 1606. – Nagybánya, 1650. április 28.) református lelkész, rövid ideig a Tiszántúli református egyházkerület püspöke 1650-ben.

## Életútja
Tanult Nagybányán és Debrecenben, ahol 1626. szeptember 10-én iratkozott be a felsőbb osztályok növendékének, 1629-ben pedig praeceptor lett. De már 1630 nyarán külföldre indult és ez év szeptember 5-én a leideni, 1631. július 16-án a franekeri egyetemen lépett a hallgatók sorába. Hazatérve, 1632-től Székelyhíd-Újvároson, az 1633 tavasza és 1634 eleje közé eső időtől Derecskén, 1637-től Szatmárnémetiben, 1639-től Nagybányán lelkészkedett. A nagybányai egyházmegye 1642-ben esperessé, a tiszántúli egyházkerület 1650. január 23-án püspökké választotta.

## Művei
- De eleemosynis et jejuniis. (Leiden, 1631.)
- Halotti prédikáció gr. Bethlen Péter felett („Temetési pompa” c. gyűjteményben). (Nagyvárad, 1646.)
- Halotti prédikáció özv. Zólyomi Miklósné Daróczi Zsófia felett (Ugyanabban a gyűjteményben). (Uo. 1646.)
- Üdvözlő verset írt Laskai Matkó Jánoshoz (1631.)